# 京都新聞ニュース
- KBS京都テレビ・ラジオで放送されるスポットニュースの題名。正式名称は『KBS京都 京都新聞ニュース』。この項目で記述。
- 『Kyoto Shimbun Headline News』は、エフエム京都（α-STATION）で放送されているニュース番組の題名。主に京都府内のニュースを放送する。
- エフエム滋賀（e-radio）で放送されているニュース番組の題名。1日2回放送している。
- 京都府京丹後市の朝日新聞系ケーブルテレビ局・全関西ケーブルテレビジョン京丹後局のコミュニティチャンネルで放送されているニュース番組の題名。
- KBS京都の関連会社・KBS京都プロジェクトによって京都駅前に設置された電光掲示板のニュースも、京都新聞・KBS京都の協力によって「京都新聞ニュース」として表示されている。

『KBS京都 京都新聞ニュース』（ケイビーエスきょうと きょうとしんぶんニュース）は、京都放送（KBS京都）で放送されていたスポットニュースである。

## 概要
京都新聞社とは京都放送（近畿放送）が開局した当初から資本関係を持っており、定時のニュース配信も京都新聞からの情報提供を受けて行っている。テレビはハイビジョン制作。
かつてテレビ・ラジオともに最終版ニュースでは「修学旅行だより」が放送されていたが、2009年3月をもって終了した（詳細は修学旅行#安否情報の放送を参照されたい）。
2022年9月30日をもって放送終了した。後番組は『KBS京都ニュース』。

## テレビ
月曜 - 金曜
- 11:55 - 12:00 （『京都新聞ニュース・天気予報』として放送、手話通訳あり） - 京都府（京都市）議会中継がある場合には12:50 - 12:55に放送。
- 15:29 - 15:30 （『KBS京都フラッシュニュース』として放送。2015年4月1日放送開始）

土曜・日曜
- 11:55 - 12:00 （『京都新聞ニュース・天気予報』として放送）
- 17:55 - 18:00 （5分間フル放送） - ステーションブレイクは無し。

### 補足
- 月曜 - 金曜11:55 - 12:00（祝日・年末年始含む。京都府（京都市）議会中継がある場合には12:50 - 12:55）の放送では、聴覚障害者向けに手話通訳をつけて放送している。帯番組で 放送している手話通訳付きのニュース番組は民放唯一である（2011年までは鹿児島放送の『KKBスーパーJチャンネル』でも実施していた）。
- 2012年1月2日 - 5日、9日には、年始の特別編成で『やのぱんの生活情報部』が休止したのに伴い、『KBS京都 京都新聞ニュース』として17:45 - 17:50に放送（5分間フル放送）。2012年4月19日には、ナイター中継の影響で『やのぱんの生活情報部』が休止したのに伴い、『KBS京都 京都新聞ニュース』として17:50 - 17:55に放送（5分間フル放送）。
- 2009年3月までは月曜 - 木曜 21:55 - 22:00にも放送されていた。
- かつては、京都新聞文字ニュースがフィラーとして行われていた。
- 2010年7月4日夕方の放送では、18:00から放送のテレビショッピングとの間に『全国一斉地デジ化テスト』がステーションブレイク無しで挿入された。

## ラジオ
- 京都府内のニュースだけでなく、共同通信社提供の全国ニュースも放送している。
- 21:20 - 21:30、金曜 14:50 - 15:00には独立した番組として放送。なお独立した番組として放送される場合、新聞社内での信号音をバックにタイトルコールするジングルが流れる時代もあった。
- 番組に内包されている場合、放送時間は前後する。
- 21:20 - 21:30、日曜8時台か10時台のいずれか、月曜 - 金曜6時台の放送ではスポーツニュースも伝える。土曜午前にはスポーツニュースの放送は無いが、ニュースの後半に含める場合がある。
- 夕方17時台に、京都府北部（丹後半島地域）に特化した舞鶴・福知山支局向けのローカルニュース『京都新聞両丹ニュース』が放送されていた時期がある。

月曜 - 木曜
- 6 - 10時台、毎時50分から5分程度
- 12 - 15時台、毎時50分から5分程度
- 21:20 - 21:30

金曜
- 6 - 11時台、毎時50分から5分程度
- 13:50から5分程度
- 14:50 - 15:00
- 15:50から5分程度
- 21:20 - 21:30

土曜
- 6:50 「ニュース第1便」5分程度
- 7:50 「ニュース第2便」5分程度
- 8 - 10時台、毎時50分から5分程度
- 11:20から2 - 3分程度
- 14:50から5分程度
- 15:45から5分程度
- 21:20 - 21:30

日曜
- 8:50から5分程度
- 10:50から5分程度
- 14:50から5分程度
- 16:15から5分程度
- 21:20 - 21:30

## 現在の担当者

### KBS京都アナウンサー
- 澤武博之
- 梶原誠
- 木村寿伸
- 平野智美
- 遠藤奈美
- 海平和
- 森谷威夫
- 竹内弘一 - まれ

2011年には他に、森谷が土曜のテレビ17:55 - 18:00とラジオ21:20 - 21:30 （同日）、村上祐子がラジオ21:20 - 21:30をそれぞれ1回ずつ担当した。森谷は2015年12月、2016年10月も担当。

### KBS京都契約アナウンサー
委託された関西の芸能事務所に所属するフリーアナウンサーが主にテレビ・ラジオの遅番（14 - 21時台）を担当する。
- 上原伊代 - 主にテレビ・ラジオの水・木曜を担当する。但し金・土・日曜日の遅番は『歌声は風にのって』（ラジオ関西）があるため担当しない。
- 佐藤千恵 - テレビ・ラジオの月曜を担当する。不定期に水・木・金曜を担当する場合もある。
- 富永麻里子 - テレビ・ラジオの日曜（テレビの早番も兼務）担当。まれにテレビ・ラジオの土曜早番を担当する場合がある。
- 藤原美佳 - 主にテレビ・ラジオの火・金・土曜を担当する。なお、土曜日にJリーグのガンバ大阪ホームのサッカーの試合がある場合は、テレビ中継でリポーターを行うため、梶原誠ほか局アナが代行して担当する。

かつて担当していたアナウンサー
- 田中千裕
- 湯谷明子

また、土曜早番担当者は、『山崎弘士のGOGOリクエスト』の「売り切れご免！山ちゃん商店」(現在はない)にも出演しなければならなかった（過去に遠藤奈美、平野智美、内谷佐和子、熊本麻美が出演）。

### ラジオ内包番組の出演者
- 中村薫 - ラジオ月曜 - 金曜 6 - 9時台（『笑福亭晃瓶のほっかほかラジオ』内）
- 塩見祐子 - ラジオ日曜9時台、10時台（『日曜ワイド われら夢の途中』内）

なお、『羽川英樹の土曜は旅気分』、『ま〜ぶる!』、『妹尾和夫のパラダイスKyoto』内のニュースは当日早番の者が担当する。

## 関連番組

### 現在
- きょうとDays
- kyobiz

### 過去
- newsフェイス
- 京プラス
  - 京都新聞きらり夕刊
- Live5
- タイムリー10
- エリアジャーナル
- スーパータイムリー930
- ニュース京都930
- NEWSワイド京都
- NEWSうしろの正面
- ニュースきっちん
- Weekly925
- 京bizW
- 京bizS
- 京bizX